# Бьеловар
Бье́ловар (ранее передавалось как Беловар, хорв.  Bjelovar) — город в Хорватии, в центральной части страны. Столица и крупнейший город жупании Бьеловарско-Билогорска. Население — 27 783 человека в городе и 41 869 человек во всей общине по переписи 2001 года, 28 398 человек по данным 2006 года. Более 90 % населения города составляют хорваты.

## Общие сведения
Бьеловар расположен на равнинном плато, в междуречье Савы и Дравы, к северо-востоку от города расположена длинная цепь невысоких холмов, известная как Билогора, высшая точка цепи имеет высоту 309 метров над уровнем моря.
Бьеловар находится в 70 километрах к востоку от столицы страны Загреба. В 25 километрах к северо-востоку расположен город Джюрджевац, в 30 километрах к северо-западу — Крижевци, в 38 километрах к западу — Врбовец.
Автомобильные дороги соединяют Бьеловар с Джюрджевацем, Крижевцами, Врбовецем; а также ведут на восток страны в сторону Дарувара и Вировитицы.
В городе заканчивается небольшая тупиковая железнодорожная ветка Крижевци — Бьеловар.

## История
Бьеловар — один из немногих городов Посавской Хорватии, не имеющий древней истории. Он был впервые упомянут в 1413 году, однако реальное значение получил только во второй половине XVIII века, когда вошёл в состав Краины, особого административного образования Габсбургской империи, созданного для защиты от турок. Укреплённый форт в Бьеловаре был построен в 1756 году. В 1874 году был провозглашён свободным королевским городом.
В 1920 году город вошёл в состав Королевства Сербов, Хорватов и Словенцев, впоследствии Югославии. В 1941—1945 гг. входил в состав Независимого государства Хорватия. Неподалёку от города произошло массовое убийство сербов усташами, известное как резня в Гудоваце. С 1991 года — в составе независимой Хорватии. В ходе войны за независимость Хорватии Бьеловар стал ареной боев между хорватскими паравоенными формированиями и местным гарнизом ЮНА, в результате чего пострадали многие здания. Тогда же произошла Резня в Беловаре. Ущерб, нанесённый зданиям города, ныне полностью ликвидирован.

## Демография
Национальный состав города, по итогам переписи 2001 года 90,51 % населения города составляли хорваты, 4,73 % — сербы, 0,47 % — албанцы, 0,45 % — чехи и 0,26 — венгры.

## Достопримечательности
Главная достопримечательность города — барочный собор св. Терезы, построенный в 1772 году. С образованием в декабре 2009 года епархии с центром в Бьеловаре получил статус кафедрального собора.

## Экономика
В деревне Гудовац и окрестностях Бьеловара проводится Бьеловарская ярмарка, одна из крупнейших выставок на Балканах.

## Известные уроженцы
- Борис Бузанчич — актёр и политик (мэр Загреба в 1990—1993 годах).
- Горан Трибусон — писатель, один из самых известных прозаиков современной хорватской литературы.
- Огнен Вукоевич — футболист, опорный полузащитник клуба «Динамо» (Киев) и национальной сборной Хорватии.
- Богдан Диклич — югославский и сербский актёр.
- Филип Озобич — футболист, полузащитник московского «Спартака» и молодёжной сборной Хорватии.
- Гордан Яндрокович — политик, нынешний вице-президент хорватского правительства и министр иностранных дел и европейской интеграции.
- Джурджа Адлешич — женщина-политик, заместитель Председателя правительства Хорватии в 2008—2010 годах.
- Иван Губиян — югославский легкоатлет, серебряный призёр Олимпиады-1948.
- Эдо Муртич — художник
- Воин Бакич — Хорватский скульптор сербского происхождения
- Момчило Баягич — сербский рок-музыкант